# Пломбир
Пломбир (фр. glace plombières от французского города Пломбьер-ле-Бен) — сливочное мороженое, приготовленное из цельного молока или сливок с повышенным количеством молочного жира, яиц, с ароматическими и вкусовыми добавками (ваниль, миндальная эссенция; шоколад, орехи, фрукты). Несмотря на французское происхождение, мороженое-пломбир широко распространено на постсоветском пространстве.

## История
Народная этимология связывает появление пломбира с эпохой Наполеона III (1858 год). Однако первое упоминание десерта (мороженого) с таким названием относится к 1815 году. Русская рецептура пломбира несколько отличается от французского оригинала. Однако в 1917 году, с приходом советской власти, производство свернули.
Позже, в 1936 году Сталин отправил Наркома пищевой промышленности Анастаса Микояна в командировку в США, с целью изучения и адаптации американского пищевого производства. Помимо закупки пищевого оборудования, Микоян привёз из США множество пищевых рецептов, одним из которых являлось мороженое.
4 ноября 1937 года в Москве на американском оборудовании и по американской технологии был выпущен первый «Пломбир». Затем открылись хладокомбинаты в Москве, Ленинграде, Харькове. В 1940 году мощная фабрика мороженого заработала и в Киеве.
Мороженое в России производится в соответствии с ГОСТ 31457-2012 «Мороженое молочное, сливочное и пломбир. Технические условия» или по техническим условиям, которые разрабатывает предприятие-изготовитель.

## Виды мороженого
Виды мороженого по ГОСТ 31457-2012:
| Классификация видов мороженого по жирности | Массовая доля молочного жира, % |
| ------------------------------------------ | ------------------------------- |
| мороженое молочное                         | 0,5—7,5 % молочного жира        |
| мороженое сливочное                        | 8,0—11,5 % молочного жира;      |
| пломбир                                    | 12,0—20,0 % молочного жира;     |

Мороженое, изготовленное в соответствии с ГОСТ, должно отвечать следующим требованиям:
- структура мороженого должна быть однородной, без ощутимых комочков жира, стабилизатора и эмульгатора, частичек белка и лактозы, кристаллов льда;
- структура глазури должна быть однородной, без ощутимых частиц сахара, какао-продуктов, сухих молочных продуктов, с включением частиц орехов, арахиса, вафельной крошки и др. при их использовании;
- цвет мороженого и глазури должен быть равномерным по всей массе однослойного или по всей массе каждого слоя многослойного мороженого;
- порции мороженого не должны иметь значительные (более 10 мм) механические повреждения и отдельные трещины глазури (шоколада), печенья или вафель.

## Состав и наименование
Для изготовления мороженого применяется: молоко коровье натуральное, пастеризованное, сгущённое цельное с сахаром; сгущённые и сухие сливки; масло коровье; яйца куриные; пахта (обезжиренные сливки) и сыворотка; ягоды, фрукты, кофе, какао-продукты и другое.